# ルートヴィヒ・フォン・ベルタランフィ

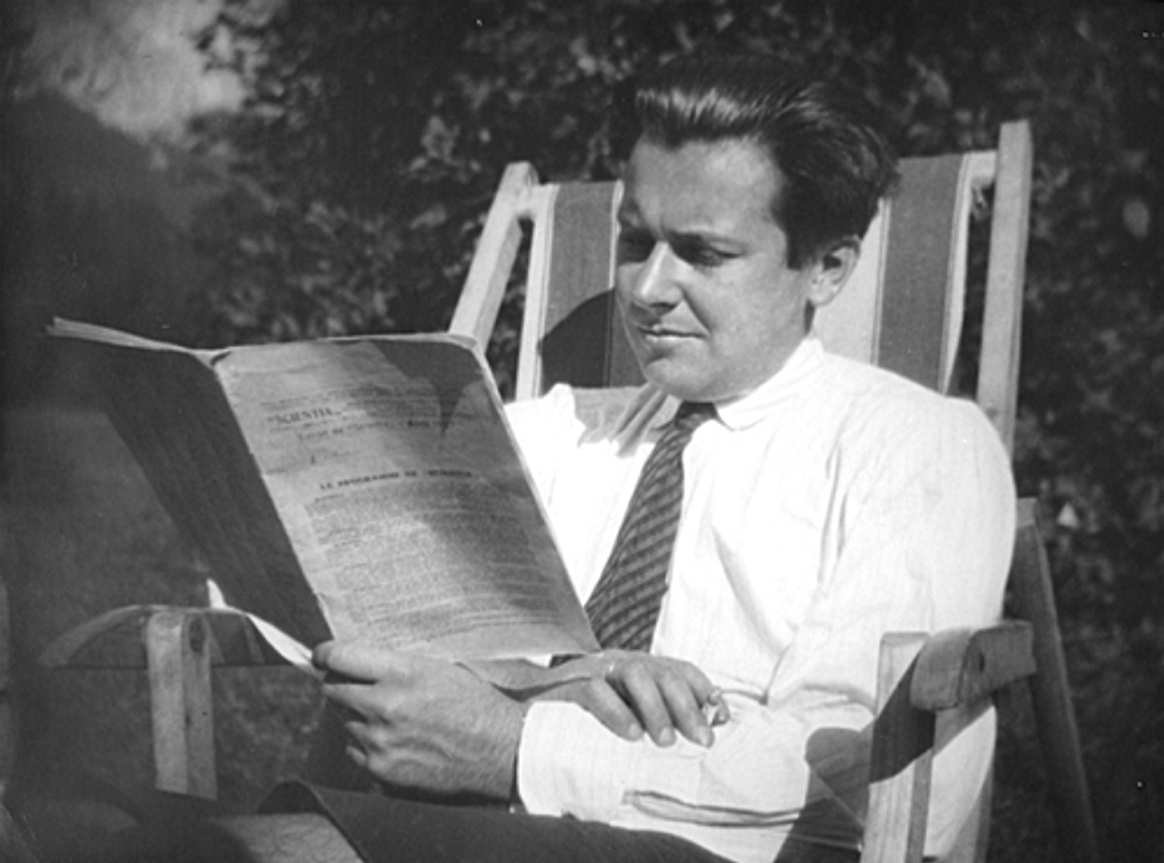
ウィーン大学在学時代（1926年）

ルートヴィヒ・フォン・ベルタランフィ（Ludwig von Bertalanffy, 1901年9月19日 - 1972年6月12日）はオーストリアの生物学者。
ウィーン近郊でハンガリー貴族の家に生まれる。インスブルック大学からウィーン大学へと進み、1926年に博士号を取得。ロックフェラー財団の支援で一時シカゴ大学に客員研究員となり、帰国直前に起きたアンシュルスでアメリカ滞在を図るも適わず帰国後にナチスに入党し1940年にウィーン大学教授となる。
第二次世界大戦後はナチ党員だった前歴が問われ、1948年に出国してロンドン大学教授。更にカナダへと渡り、1949年からモントリオール大学（1949年）・オタワ大学（1950年）・南カリフォルニア大学（1955年）・アルバータ大学（1961年）で教授職を歴任。、1969年にニューヨーク州立大学バッファロー校教授となるも、在任中に心臓発作で死去。
フォン・ベルタランフィは、生命現象に対する機械論を排して「一般システム理論」を提唱した。Bertalanffyの成長曲線にその名前を残している。